# Deutscher Comedypreis 2015
Die 19. Verleihung des Deutschen Comedypreises 2015 fand am 20. Oktober 2015 im Rahmen des 25. Internationalen Köln Comedy Festivals in Köln statt. Zum zweiten Mal moderierte Carolin Kebekus die Deutsche Comedypreis-Verleihung.
Die Aufzeichnung der Preisverleihung wurde Samstag, den 31. Oktober 2015 um 22:15 Uhr auf dem Fernsehsender RTL ausgestrahlt und wurde im Schnitt von 2,48 Millionen Zuschauer verfolgt.
Im Gegensatz zum Vorjahr wurden Preise in nur 13 Kategorien verliehen. Die beiden Formatkategorien Beste Sketchcomedy und Beste Versteckte Kamera wurden durch die neu eingeführte Kategorie Beste Personality-Show ersetzt.

## Jury
Unter dem Vorsitz von Comedian Dieter Nuhr entschieden am Tag der Verleihung die Jury aus dem Geschäftsführer der Köln Comedy GmbH Ralf Günther, Produzent Josef Ballerstaller, DWDL.de-Chefreporter Torsten Zarges, Regisseur Jan Markus Linhof, Creative Director bei Warner Bros. International Television Production Bernd von Fehrn und Christiane Ruff, Geschäftsführerin von ITV Germany, über die Preisträger.

## Preisträger und Nominierte
Am 21. September 2015 wurden die Nominierungen und am 20. Oktober 2015 wurden die Preisträger bekanntgegeben.

### Bester Komiker
Dieter Nuhr
Bülent Ceylan
Paul Panzer

### Beste Komikerin
Carolin Kebekus
Cindy aus Marzahn
Mirja Boes

### Bester Schauspieler
Charly Hübner
Uwe Ochsenknecht
Bjarne Mädel

### Beste Schauspielerin
Katharina Thalbach
Annette Frier
Anke Engelke

### Beste Comedyshow
Mein bestes Jahr – Comedy mit Rückblick (RTL)
Schwarz Rot Pink (Sat.1)
heute-show (ZDF)

### Beste Comedyserie
Pastewka (Sat.1)
Männer! – Alles auf Anfang (RTL)
Vorstadtweiber (ARD)

### Beste Personality-Show
PussyTerror TV (WDR)
Luke! Die Woche und ich (Sat.1)
Geht’s noch?! Kayas Woche (RTL)
Neo Magazin Royale (ZDFneo)
Circus HalliGalli (ProSieben)

### Bestes TV-Soloprogramm
Michael Mittermeier live! Blackout (RTL)
Bülent Ceylan live! Haardrock (RTL)
Paul Panzer live! Alles auf Anfang (RTL)

### Beste TV-Komödie
Vorsicht vor Leuten (ARD)
Wir machen durch bis morgen früh (ZDF)
Zwei Familien auf der Palme (Sat.1)

## Weitere Preisträger
Die folgenden Preise sind vom Veranstalter, der Köln Comedy Festival GmbH, gesetzte Preise und wurden ohne vorherige Nominierung am 20. Oktober 2015 vergeben.
Ausgenommen ist der Ehrenpreis, dieser wurde schon ein Tag vorher verkündet.

### Erfolgreichste Kino-Komödie
Honig im Kopf

### Erfolgreichster Live-Act
Paul Panzer

### Bester Newcomer
Enissa Amani

### Ehrenpreis
Stefan Raab